# ABSA Centre
L'ABSA Centre è un grattacielo di Città del Capo in Sudafrica.

## Storia
I lavori di costruzione dell'edificio, frutto di una collaborazione tra gli architetti Gilbert Colyn e Johannes Henricus Meiring, vennero completati nel 1970. Il complesso, fatto costruire dalla Trust Bank, era originariamente noto come il Trust Bank Building. Divenne successivamente un albergo a cinque stelle, passando pertanto a essere conosciuto come l'Heerengracht Hotel. L'immobile venne poi rilevato dal predecessore del gruppo bancario ABSA e convertito in un edificio per uffici.

## Descrizione
Con 117 metri d'altezza per 34 piani, il grattacielo è il quinto più alto di Città del Capo. L'edificio è composto da un basamento di 4 piani su cui poggia una torre a blocco alta 29 piani e avente un nucleo in cemento. Le facciate continue del grattacielo rappresentano la prima applicazione di questa tipologia di rivestimento in un edificio di Città del Capo.

## Galleria d'immagini

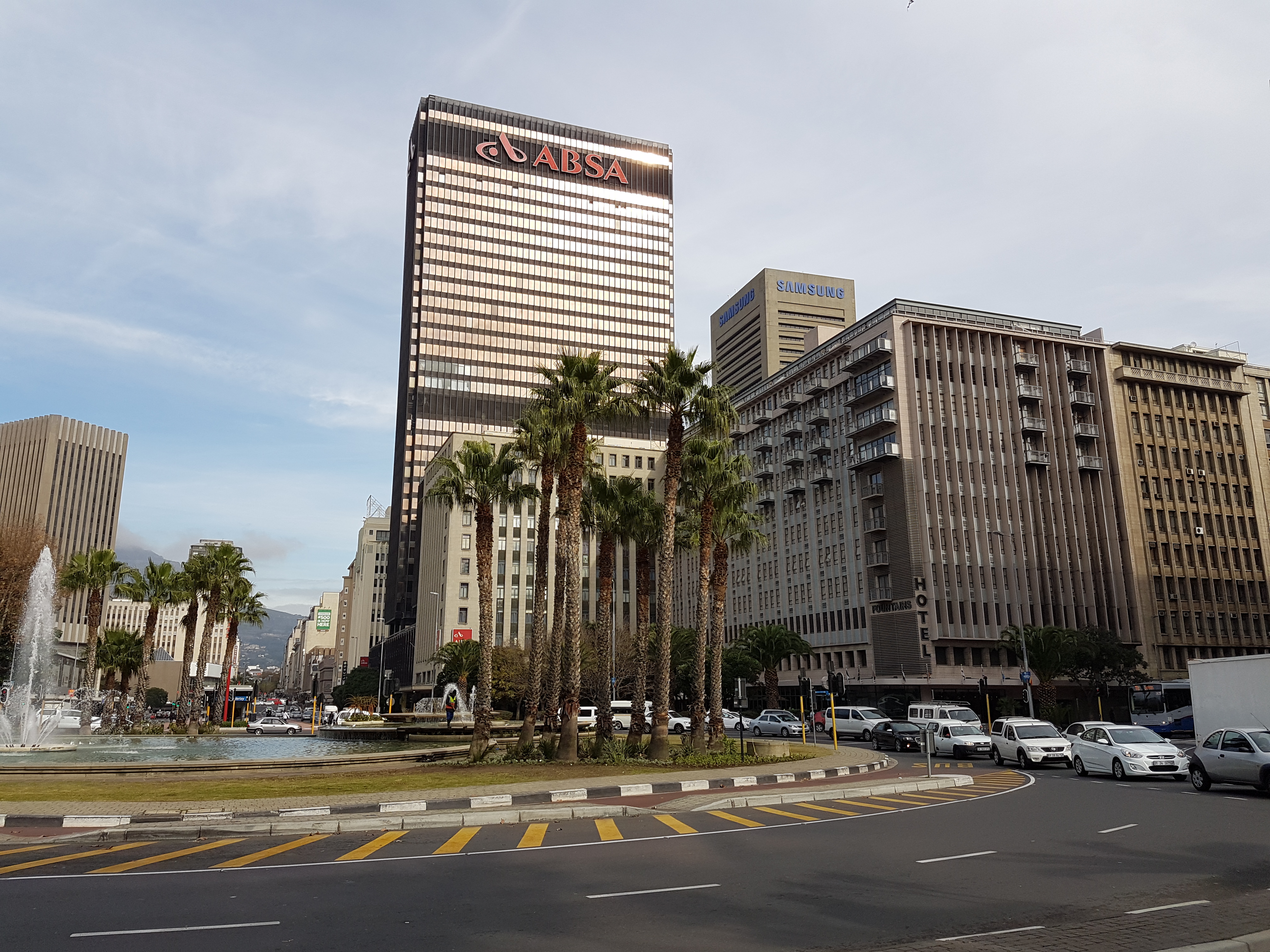
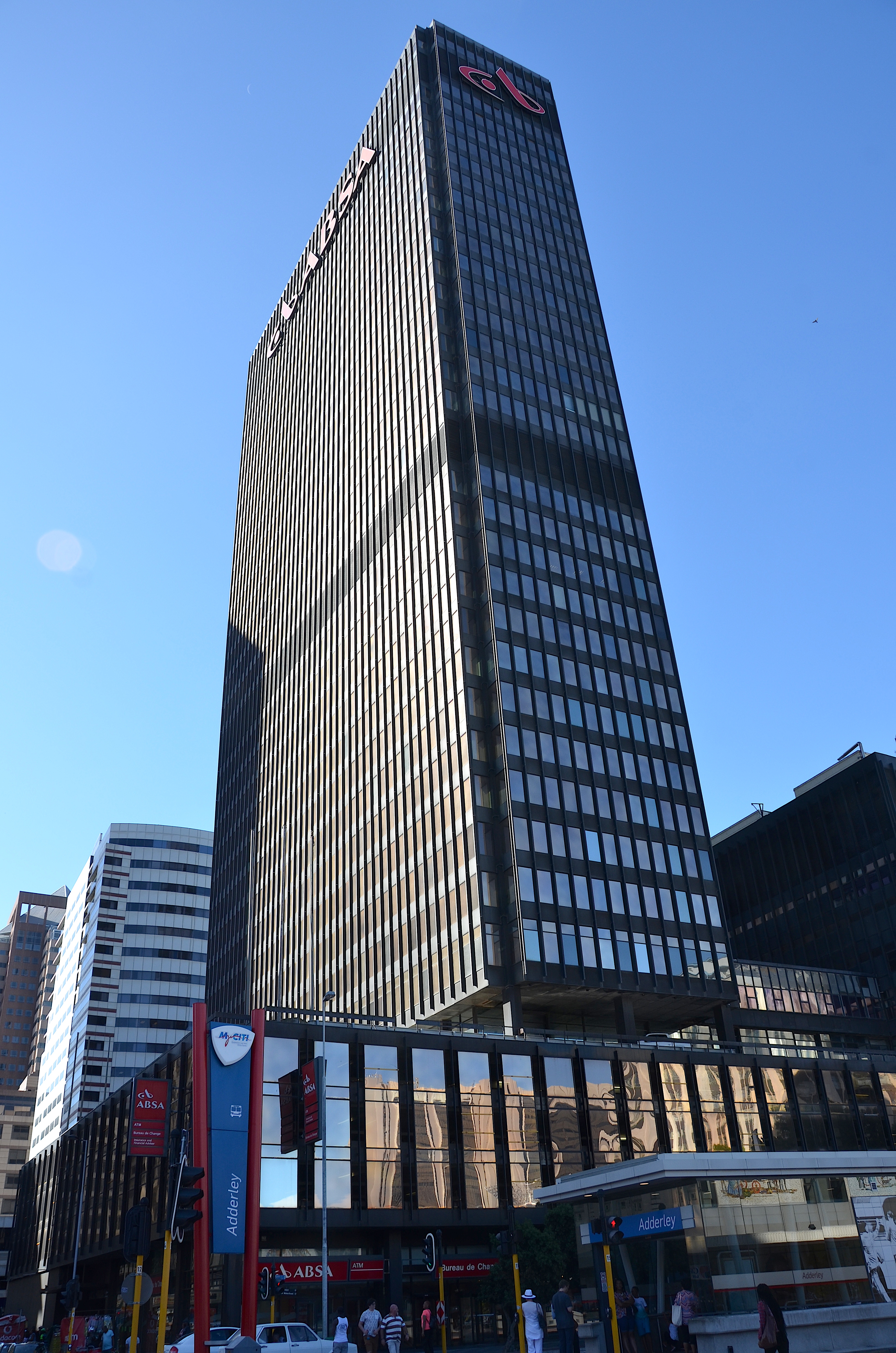
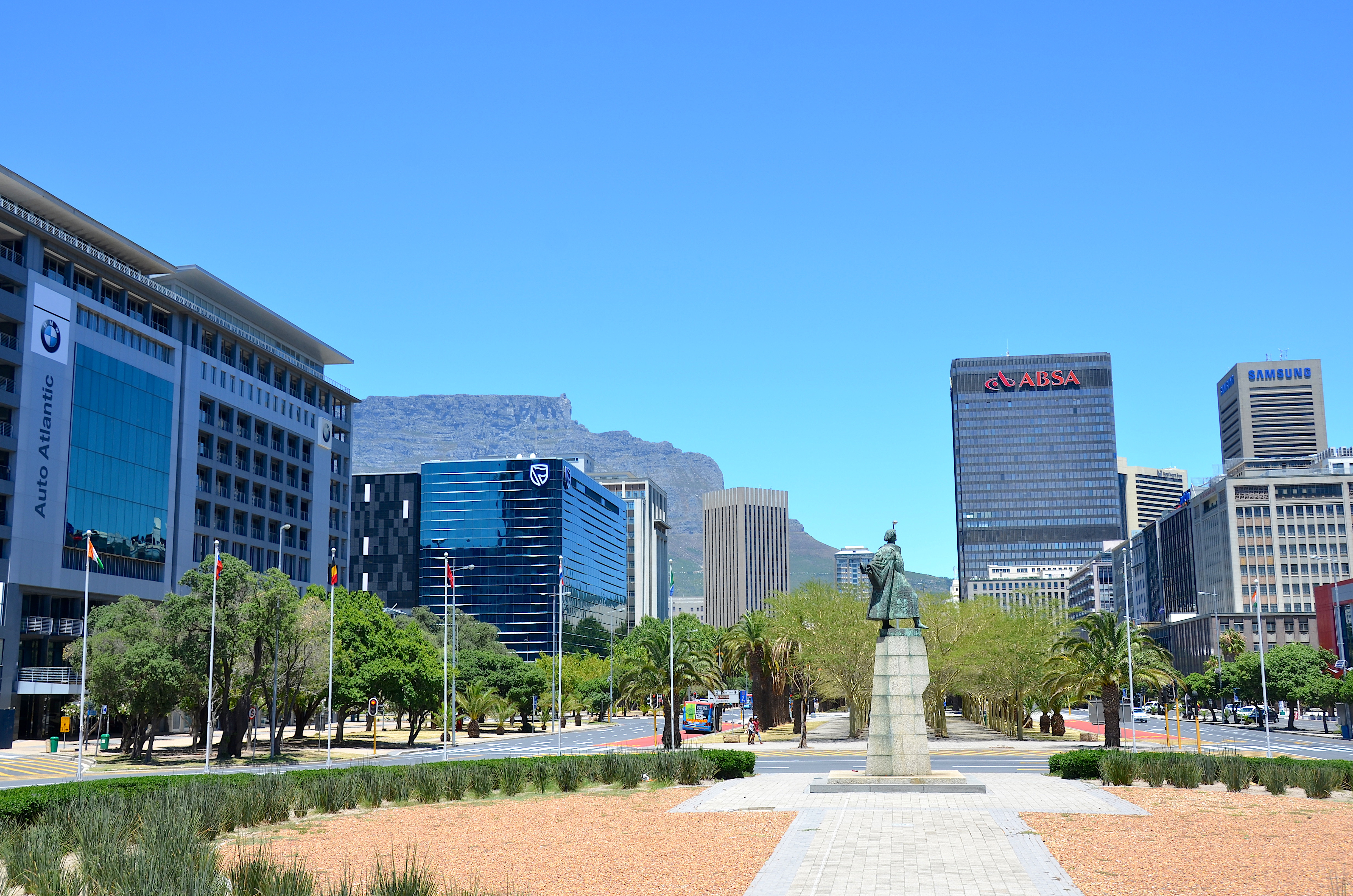